# Рыжков, Юрий Дмитриевич
 Юрий Дмитриевич Рыжков  (декабрь 1916, Суражский уезд, Черниговская губерния — 18 января 1983, Ростов-на-Дону) — ученый-медик, биохимик, кандидат медицинских наук, профессор (1976). Ректор Ростовского государственного медицинского университета (1963—1980).

## Биография
Юрий Дмитриевич Рыжков родился в декабре 1916 года в селе Ширки Черниговской губернии. В 1940 году окончил естественный факультет Смоленского педагогического института, потом, в 1947 году, закончил Саратовский государственный медицинский институт (ныне Саратовский государственный медицинский университет).
По окончании институтов работал ассистентом кафедры биохимии Саратовского медицинского института. В 1951 году защитил кандидатскую диссертацию на тему «Гиалуронидаза В. Proteus vulgaris» и ему была присуждена ученая степень кандидата медицинских наук, после чего, с 1954 года, работал по направлению ЦК ВЛКСМ и Министерства образования СССР директором Читинского медицинского института (ныне Читинской государственной медицинской академии (ЧГМИ). Несколько лет был председателем Общества китайско-советской дружбы.
С 1963 по 1980 год работал ректором Ростовского государственного медицинского института. В годы работы ученого в этой должности в институте была создана центральная научно-исследовательская лаборатория (ЦНИЛ), организованы новые кафедры факультета усовершенствования врачей, в 1967 году была открыта интернатура, в 1971 году открыт патентно-лицензионный отдел.
Область научных интересов ученого: ферментативной системы гиалуроновая кислота — гиалуронидаза, изучение жирового обмена при болезни Боткина; вопросы применения радиоактивных изотопов в диагностике и терапии заболеваний человека.
В 1976 году по результатам работ Ю. Д. Рыжкову присвоено ученое звание профессора. За годы работы Ю. Д. Рыжковым было опубликовано около 80 научных работ, издано около 30 учебно-методических материалов.
Юрий Дмитриевич Рыжков скончался 18 января 1983 года в Ростове-на-Дону.

## Награды и звания
- Два ордена Трудового Красного Знамени
- Орден «Знак Почета»
- Медаль «За доблестный труд»
- Медаль «За доблестный труд в Великой Отечественной войне»